# گنو گیکس
گنو گیکس یک مدیر بسته انشعاب یافته از مدیر بسته Nix برای گنو/لینوکس و سیستم‌عامل گنو با هسته لینوکس-آزاد (Libre-Linux) است، این سیستم‌عامل همچنین از گنو هرد پشتیبانی‌ می‌کند.
گنو گیکس علاوه بر کارکردهای متداول یک مدیر بسته، از به‌روز رسانی‌های تراکنشی، بازگردانی نسخه، مدیریت بسته بدون مجوز کاربر ریشه، نمایه‌های شخصی برای هر کاربر، و امکان جستجوی بسته‌های بلااستفاده هم پشتیبانی می‌کند. از دیگر امکانات این مدیر بسته می‌توان به امکان نصب و اجرای هم‌زمان چندین نسخه از یک نرم‌افزار اشاره کرد.

## پیشینه
پروژه گنو گیکس اولین نسخه گنو گیکس را در نوامبر ۲۰۱۲ معرفی نمود، یک مدیر بسته کاربردی برپایه Nix که در کنار باقی چیزها، APIهای گنو گویل را نیز ارائه می‌داد. پروژه در ژوئن ۲۰۱۲ توسط Ludovic Courtès، یکی از هکرهای گنو گویل آغاز گردید. در ۲۰ اوت ۲۰۱۵، اعلام شد که به گنو هرد منتقل شد، و اولین مدیر بسته بومی گنو هرد شد.

## توزیع سیستم گیکس
پروژه گیکس همچنین، توزیع سیستم گیکس (به صورت کوتاه GuixSD) را نیز ساخته است که یک توزیع کامل گنو با استفاده از هسته لینوکس لیبره و سیستم راه‌انداز چوپان دیمن گنو است.